# 任可澄
任 可澄（じん かちょう）は、清末、中華民国の政治家・教育家・学者。貴州省における立憲派の政治家。後に雲南派に属し、護国戦争の発動にも関与した。旧名は文鑅。字は志清。号は匏叟。

## 事跡

### 貴州立憲派の重鎮
1902年（光緒28年）、郷試に合格し、翌年、内閣中書に採用された。その後、故郷に戻り、新式教育機関の設立に尽力する。貴州官立師範伝習所、貴州通省公立中学堂、優級師範選科、憲群法政学堂などを創立し、任自身も教鞭を振るった。
1907年（光緒33年）、貴州黔学総会会長に就任した。政治的には立憲派の立場をとる。1909年（宣統元年）10月、貴州憲政予備会を設立して、任が会長となる。また、『黔報』、『貴州公報』などの新聞を発行し、世論喚起に努めた。しかし、革命派の張百麟らが率いる貴州自治学社とは対立・抗争を繰り広げた。
1911年（宣統3年）11月、貴州省内の革命派と新軍が革命を起こそうとすると、任ら立憲派もやむなくこれに加わった。11月4日、貴州辛亥革命が成功し、大漢貴州軍政府が成立すると、任は枢密院副院長に任命された。しかし、任ら立憲派と劉顕世ら旧軍の集団と、張百麟ら革命派と楊藎誠ら新軍の集団とは、依然として対立が存在し、抗争も繰り広げていた。その際に任らは、雲南省の蔡鍔・唐継尭に救援を求めた。
1912年（民国元年）3月、唐継尭が滇軍（雲南軍）を率いて貴陽に入り、貴州の革命派と新軍を粛清した。唐が雲南都督に就任すると、任可澄は参賛兼秘書長に任命された。その後、黔東観察使、約法会議議員、鎮遠道尹を歴任した。1914年（民国3年）8月、唐が都督を務める雲南に移り、雲南巡按使に昇進した。

### 護国戦争への参加
1915年（民国4年）、袁世凱が皇帝即位を目論むようになると、任可澄は初期は袁を支持する動きを見せた。しかしまもなく唐継尭とともに、これを阻止する方向に転じる。まず任は、個人名義で袁に電報を送り、皇帝即位を諫止しようとした。その後、蔡鍔が雲南入りし、12月25日、蔡、唐らが護国戦争の発動を宣言すると、任もその宣言に名を列ねた。
翌1916年（民国5年）3月、護国戦争で追い詰められた袁世凱は皇帝即位を取り消し、6月に死去した。7月、任可澄は黎元洪から雲南省長に任命された。しかし任が当初は袁を支持していたことを理由として、滇軍軍人が連名でこれを拒否した。そのため、任はやむなく職を辞し、貴州へ引き返した。
これ以降も、貴州省内の各派閥から任可澄を擁立する動きがあったが、任はもはや政治闘争に巻き込まれることを望まなかった。貴州通志局を主管して、『貴州通志』を編纂することに専念した。1926年（民国15年）6月、北京政府の杜錫珪内閣により教育総長に招聘され、これを半年間つとめている。国民政府時代の1935年（民国24年）8月に全国禁煙委員会委員、1937年（民国26年）に雲貴監察使もそれぞれつとめた。
1946年（民国35年）、任可澄は昆明で脳溢血により死去した。享年68。

## 注
1. ↑  李双璧「任可澄」による。なお、徐友春主編『民国人物大辞典 増訂版』によれば、1945年（民国34年）12月10日、貴陽で病没したとしている（団結出版社『辛亥人物碑伝集』）。